# اونیانگ-دونگ
اونیانگ-دونگ (به لاتین: Onyang-dong) یک منطقهٔ مسکونی در کره جنوبی است که در Hoseo واقع شده‌است. اونیانگ-دونگ ۴۴٫۶۱ کیلومتر مربع مساحت و ۹۳٬۴۱۹ نفر جمعیت دارد.

## نگارخانه

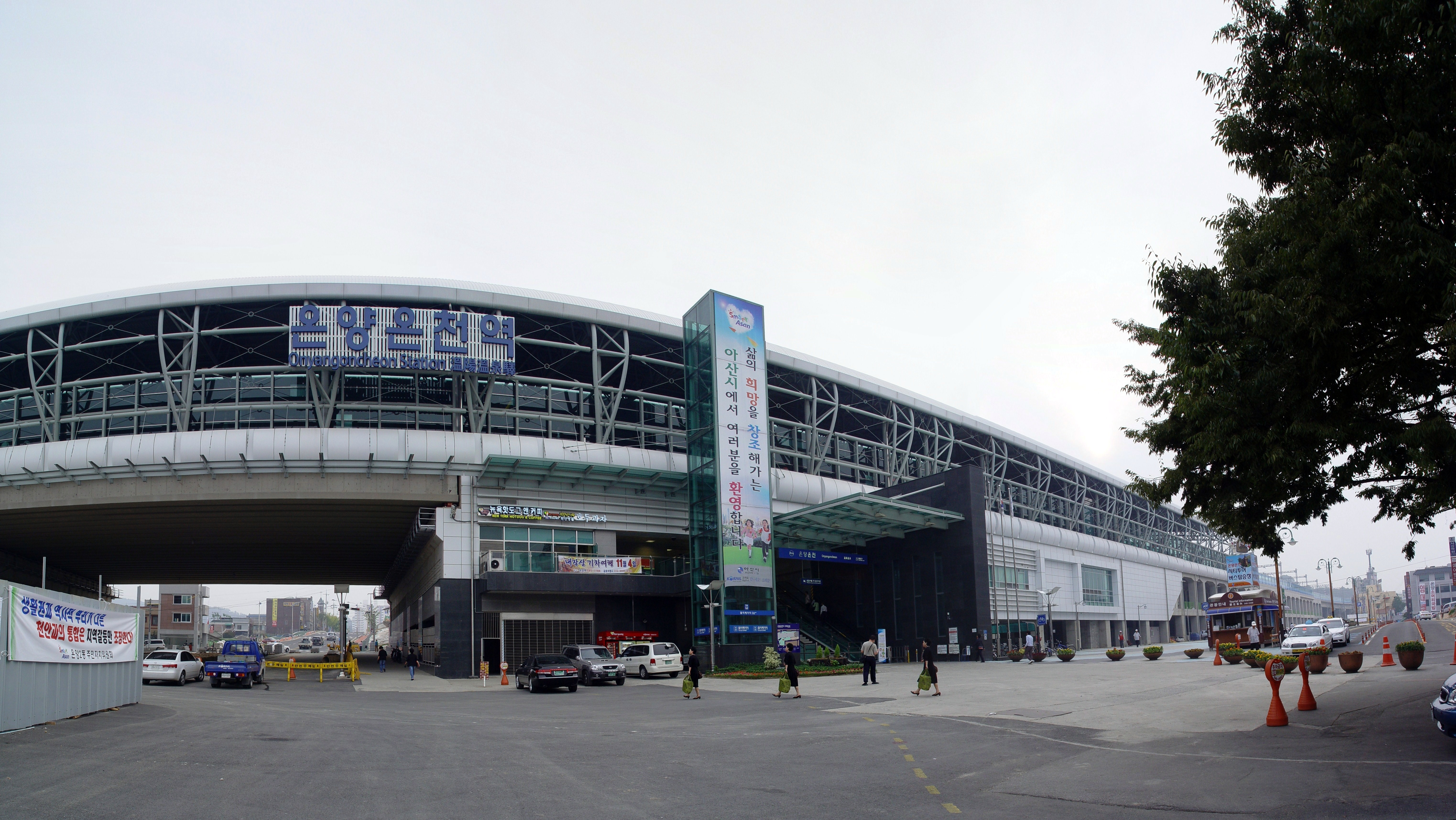
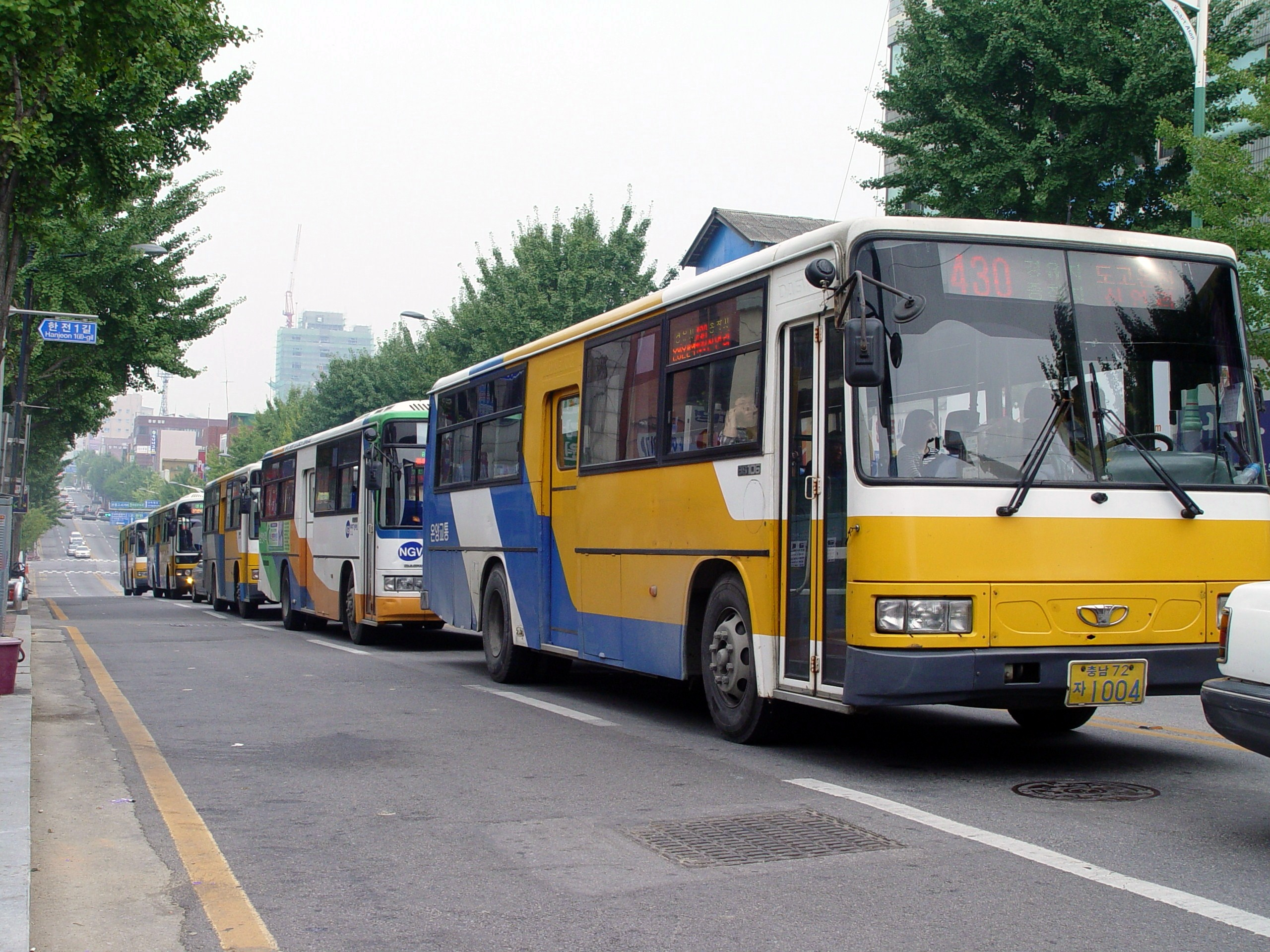